# Apega de Nabis

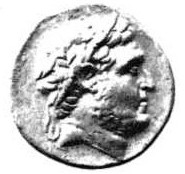
Moneda de Nabis

La Apega de Nabis era un instrumento de tortura creado por el rey Nabis, de forma semejante a la doncella de hierro.

## Descripción
La Apega de Nabis, según Polibio, era una máquina, una réplica bien ejecutada o duplicado de la mujer de Nabis, y fue utilizado por Nabis para recoger el dinero de los ciudadanos que no querían pagar impuestos. La máquina Apega se decía que era vestida con ropa cara, pero la parte inferior de los brazos del dispositivo, manos y pechos estaban cubiertos de clavos de hierro capaces de aplastar el cuerpo de su víctima. Nabis controlaría la máquina a través de interruptores o dispositivos ocultos hasta que la víctima accediera a pagar un tributo, o al punto de la muerte.
El autómata Apega fue uno de los avances en la tecnología de la antigüedad greco-romana utilizados como instrumentos de tortura, junto con otros instrumentos de tortura como la cruz, la rueda y el toro de Falaris. Funcionaba con un trabajo de palanca, al tocar el pecho, se empujaban unos engranajes que hacían que los brazos se cerraran y apretaran a la persona en medio.

## Origen del nombre
La Apega de Nabis tiene este nombre por Apega, la esposa del rey Nabis, supuestamente la mujer más hermosa de Esparta.